# Alison Wright
Alison Wright (Sunderland, 12 luglio 1976) è un'attrice inglese.
È nota principalmente per il suo ruolo da co-protagonista come Martha Hanson nella serie TV FX The Americans (2013-2017), per il quale ha ricevuto il plauso della critica e ottenuto una nomination ai Primetime Emmy Award nel 2017.
Altri ruoli di rilievo sono stati come Marjorie nella serie TV Amazon Prime Video Sneaky Pete (2015–2019), come Pauline Jameson nella serie TV FX Feud (2017) e come Ruth Wardell nella serie TV di TNT Snowpiercer (2020). È anche apparsa in vari film, tra cui Il diario di una tata (2007), The Accountant (2016) e Ask for Jane (2018).

## Biografia
Alison Wright è nata il 12 luglio 1976 a Sunderland, Tyne and Wear, dove è stata cresciuta da genitori adottivi. Ha iniziato a recitare in giovane età ed ha studiato al prestigioso Lee Strasberg Theatre and Film Institute e al The Barrow Group di New York City. Durante il periodo delle audizioni si è mantenuta agli studi svolgendo lavori come cameriera. Wright ha debuttato come attrice nel film Il diario di una tata, del 2007. In seguito è apparsa in vari cortometraggi. Ha debuttato a teatro come Molly Bhatt nella commedia Rafta, Rafta... (2008), successivamente ha avuto un ruolo nella commedia Marie and Bruce (2011), entrambe all'Acorn Theatre.
Nel 2013 Wright ha fatto il suo debutto televisivo nella serie TV di spionaggio FX The Americans. La sua interpretazione di Martha Hanson, segretaria solitaria dell'FBI che viene manipolata per spiare gli americani, ha ricevuto numerosi elogi dalla critica specializzata. Nel 2017 Wright ha ricevuto una nomination ai Primetime Emmy Award come miglior attrice ospite in una serie drammatica per la sua apparizione nella quinta stagione di The Americans . La serie si è conclusa dopo sei stagioni nel 2018.
Dal 2015 al 2019 ha recitato nel ruolo di Marjorie nella serie TV drammatica Amazon Prime Video Sneaky Pete. Wright ha preso parte nel 2016 al film thriller The Accountant e al film TV della HBO Confirmation - Una donna per la verità (Confirmation). Nel 2017 ha ricoperto il ruolo di Pauline Jameson, assistente di Robert Aldrich, nella serie di FX Feud: Bette and Joan. La serie porta sullo schermo la rivalità tra le attrici di Hollywood Bette Davis e Joan Crawford durante e dopo la produzione di Che fine ha fatto Baby Jane?. Nello stesso anno ha anche debuttato a Broadway nella commedia Sweat, in scena allo Studio 54.
Nel 2018 ha avuto un ruolo da protagonista nel film drammatico Ask for Jane e nel ruolo di Emilia in una produzione teatrale della tragedia shakespeariana Otello al Delacorte Theatre. Nel 2019, ha avuto un ruolo ricorrente nella seconda stagione della serie antologica dell'horror psicologico Castle Rock. Nel 2020 Wright ha ottenuto un ruolo da protagonista nella serie post-apocalittica di TNT Snowpiercer (2020-oggi), basato sull'omonimo film del 2013 di Bong Joon-ho. Nello stesso anno, ha fatto un'apparizione nel ruolo della signora Roswell nella miniserie drammatica Netflix Hollywood .

## Filmografia

### Cinema
- Il diario di una tata (The Nanny Diaries), regia di Shari Springer Berman (2007)
- The Accountant, regia di Gavin O'Connor (2016)
- Ask for Jane, regia di Rachel Carey (2018)

### Televisione
- The Americans - serie TV, 37 episodi (2013-2017)
- Blue Bloods - serie TV, episodio 4x05 (2013)
- Sneaky Pete - serie TV, 14 episodi (2015-2019)
- Confirmation - Una donna per la verità (Confirmation), regia di Rick Famuyiwa - film TV (2016)
- Feud - serie TV, 8 episodi (2017-2024)
- Castle Rock - serie TV, 6 episodi (2019)
- Snowpiercer - serie TV, 20 episodi (2020-2024)
- Hollywood - serie TV, episodio 1x01 (2020)
- The Madness – serie TV, 8 episodi (2024)

## Doppiatrici italiane
Nelle versioni in italiano dei suoi lavori, Allison Wright è stata doppiata da:
- Rachele Paolelli in The Americans, Feud: Bette and Joan, Snowpiercer
- Roberta Greganti in Blue Bloods
- Micaela Incitti in Sneaky Pete
- Michela Alborghetti in Castle Rock
- Giovanna Martinuzzi in Hollywood
- Barbara De Bortoli in The Madness

## Teatro
- Rafta, Rafta... (2008)
- Marie and Bruce (2011)
- Sweat (2017)
- Otello (2018)